# Vaticanología
Vaticanología es un término acuñado en el siglo XX para describir el campo del periodismo y la investigación que estudia e informa sobre cómo operan la Santa Sede y la Iglesia católica. Recibe su nombre de la Ciudad del Vaticano, territorio soberano de la Santa Sede enclavado dentro de Roma, Italia. Se suele poner especial énfasis en los mecanismos de selección y nombramiento mediante los cuales surge el liderazgo de la Iglesia.
El periodista o académico que se centra en esta área de especialización es conocido en ocasiones como vaticanólogo, vaticanista u observador del Vaticano.

## Origen e historia
Debe su origen al término kremlinólogo, que se utilizaba para describir a los expertos de los medios de comunicación, académicos y comentaristas que seguían la función del Partido Comunista de la Unión Soviética en general y el funcionamiento y la selección de la élite dirigente en particular. Tanto el Kremlin como la Santa Sede operaban en un alto grado de secretismo y misterio, de ahí la atención prestada a «expertos» que se presumía eran capaces de leer matices sutiles que indicaban quién estaba «camino arriba», quién estaba «camino abajo» y quiénes eran «los que había que vigilar» dentro de sus élites dirigentes.
Entre los vaticanólogos famosos se incluye el autor y comentarista Peter Hebblethwaite, que escribió biografías de (entre otros) el papa Juan XXIII y el papa Pablo VI, así como un relato superventas de los acontecimientos de 1978, el año de los tres papas. Robert Blair Kaiser fue un destacado colaborador en este campo y realizó numerosos informes sobre el Concilio Vaticano II para TIME. Para el cónclave de 2005, el primer cónclave en la era del ciclo continuo de noticias e Internet, muchos vaticanistas adquirieron relevancia gracias a su amplia difusión tanto en televisión como en publicaciones en línea. Los blogs se convirtieron en un medio popular para que los observadores aficionados del Vaticano compartan sus pensamientos y opiniones.

## Lista de vaticanólogos
- Ed Condon y J. D. Flynn, The Pillar
- John L. Allen Jr., Crux Now
- Matthew Bunson, EWTN y National Catholic Register
- Bruno Bartoloni
- Gerson Camarotti, GloboNews[1]
- Massimo Franco, Corriere della Sera
- Eric Frattini, Grupo Mauri Spagnol, Sperling & Kupfer
- Delia Gallagher, corresponsal de Fe y Valores de CNN
- Michael Hewitt-Gleeson
- Robert Hutchinson, autor de When in Rome: A Journal of Life in Vatican City
- Sandro Magister, L'Espresso
- Vasin Manasurangul, Pope Report
- George Menachery, Vatican Adventure[2][3]
- Robert Mickens, globalpulse.com
- Frédéric Mounier, La Croix
- Robert Moynihan, Inside the Vatican
- Gerard O'Connell, America
- Rocco Palmo, Whispers in the Loggia
- Catherine Pepinster, The Tablet
- Elisabetta Piqué, La Nación
- Marco Politi, La Repubblica
- Philip Pullela, Reuters
- Peter Steinfels, The New York Times
- Damian Thompson, The Catholic Herald
- Andrea Tornielli, Il Giornale, La Stampa[4]
- Paul Vallely, biógrafo papal, Pope Francis – Untying the Knots
- Giancarlo Zizola, Le Monde